# Rail Wars!
Rail Wars! Nihon Kokuyū Tetsudō Kōantai (RAIL WARS! -日本國有鉄道公安隊-) é uma série de light novels japonesa escrita por Takumi Toyoda e ilustrada por Vania 600. Treze volumes foram publicados pela Sohgeisha sob sua marca Sohgeisha Clear Bunko; a série mudou-se para outra editora a partir do 14.º volume e 17 volumes no total foram lançados até dezembro de 2019. Uma adaptação para mangá intitulada Rail Wars! Nihon Kokuyū Tetsudō Kōantai The Revolver foi serializada na Blade Online, da Mag Garden, de 2012 a 2015. Uma adaptação para anime foi transmitida entre julho e setembro de 2014.

## Enredo
A série ocorre em uma versão alternativa do Japão, onde o sistema ferroviário nacionalizado nunca foi privatizado (a antiga Ferrovia Nacional Japonesa foi tornada privada em 1987). Naoto Takayama é um estudante comum do ensino médio que aspira a uma vida confortável trabalhando na Ferrovia Nacional Japonesa. Ele acaba trabalhando como estagiário da força de segurança, onde, sem querer, tem que lidar com seus colegas estranhos e com o RJ, um grupo de extremistas que lutam para privatizar a ferrovia.

## Personagens
Naoto Takayama (高山 直人, Takayama Naoto)
Voz de: Jun Fukuyama
O protagonista principal. Enquanto ele originalmente queria uma vida pacífica como maquinista, terminou como líder do Esquadrão da Quarta Guarda. Ele é um grande fã de trens e conhece muito bem todos os tipos e modelos. Quando jovem, quase desmaiou de gastrite, depois de tirar uma foto de um trem que passava.
Aoi Sakurai (桜井 あおい, Sakurai Aoi)
Voz de: Manami Numakura
A principal protagonista feminina. Ela é a membra mais pronta para a luta de sua equipe e afirma que não gosta de homens. Ela é muito atlética e mais tarde é revelado que esconde sentimentos por Naoto, mas se recusa a demonstrá-lo. Seu pai é policial e isso a influenciou bastante, a ponto de ela não conseguir diferenciar entre seu trabalho e a polícia.
Haruka Kōmi (小海 はるか, Kōmi Haruka)
Voz de: Maaya Uchida
Uma das principais protagonistas femininas. Uma garota bem-dotada com um comportamento doce. Embora ela não seja muito forte fisicamente, ela tem uma boa memória e gosta de estudar. Ela tem uma queda por Naoto desde o momento em que ele a salvou quando ela se perdeu no museu da ferrovia durante a infância.
Shō Iwaizumi (岩泉 翔, Iwaizumi Shō)
Voz de: Satoshi Hino
O outro protagonista masculino. O membro mais fácil e fisicamente apto da equipe. Ele sempre usa um colete amarelo. Ele parece ter um apetite enorme porque se exercita com eficiência.
Nana Iida (飯田 奈々, Iida Nana)
Voz de: Yui Horie
Originalmente a líder do Esquadrão da Quarta Guarda, mas depois de ver as habilidades de liderança de Naoto, ela renuncia à sua posição de líder e a entrega temporariamente a ele. Ela tem uma personalidade alegre e trata seus subordinados gentil e igualmente, mas também pode ser travessa.
Mari Sasshō (札沼 まり, Sasshō Mari)
Voz de: Hiromi Igarashi
Uma amiga de Naoto da escola que ingressa no OJT um mês depois dele. Ela tem uma audição excelente e gosta de ouvir os sons dos trens. Nas light novels, ela parece se interessar por Shō depois que ele a resgata, enquanto no anime, ela parece saber muito sobre Naoto e tem uma queda por ele. Ela trabalha como garçonete no restaurante da estação de trem, geralmente frequentada pelo Esquadrão da Quarta Guarda.
Hitomi Gonō (五能 瞳, Gonō Hitomi)
Voz de: Mai Nakahara
A instrutora e comandante das unidades móveis da Força de Segurança de Tóquio. Apesar de às vezes severa, ela se preocupa profundamente com a segurança dos passageiros. Ela é amiga íntima de Nana.
Noa Kashima (鹿島乃亜, Kashima Noa)
Voz de: Minori Chihara
Uma ídolo recentemente popular. Ela é a diva da unidade ídolo unoB, além de escrever as letras e compor as músicas da unidade. No anime, ela desenvolve uma queda por Naoto depois que ele a salva de um homem louco durante um show.

## Mídia

### Light novels
Rail Wars! começou como uma série de light novels escrita por Takumi Toyoda e ilustrada por Vania 600. A primeira light novel foi publicada por Sohgeisha em 16 de janeiro de 2012, com a marca Sohgeisha Clear Bunko, e nove volumes foram lançados em 20 de junho de 2014.

### Mangá
Uma adaptação em mangá intitulada Rail Wars! Nihon Kokuyū Tetsudō Kōantai The Revolver (RAIL WARS! -日本國有鉄道公安隊- The Revolver), ilustrada por Keiji Asakawa, começou a serialização na revista Blade Online da Mag Garden em 30 de novembro de 2012. O primeiro volume tankōbon foi lançado em 9 de novembro de 2013.

### Anime
Uma adaptação em anime da Passione foi ao ar na TBS de 3 de julho de 2014 a 19 de setembro de 2014. O tema de abertura é "Mukai Kaze ni Utarenagara" (向かい風に打たれながら), de Minori Chihara, enquanto o tema de encerramento é OVERDRIVER, de ZAQ. O anime foi licenciado pela Sentai Filmworks.

### Jogo eletrônico
Um jogo de aventura desenvolvido pela 5pb. para o PlayStation Vita foi anunciado que originalmente deveria ser lançado em 27 de novembro de 2014 até ser adiado.
Em 28 de janeiro de 2016, 5pb. e Magos. Inc anunciou que o jogo PlayStation Vita foi cancelado devido ao atraso no desenvolvimento do jogo e a outras "diversas circunstâncias".